# Colón, Panama
Colón (španska izgovarjava: [koˈlon]) je mesto in pristanišče v Panami, ob Karibskem morju, ki leži blizu atlantskega vhoda v Panamski prekop. Je glavno mesto panamske province Colón in je tradicionalno znano kot drugo mesto Paname. Prvotno je bilo v celoti na otoku Manzanillo, obdan z zalivi Limon Bay, Manzanillo Bay in reko Folks; vendar so bile od razpustitve območja Panamskega prekopa meje mesta na novo opredeljene tako, da vključujejo Fort Gulick, nekdanjo bazo ameriške vojske, ter nekdanja mesta Cristobal, Margarita in Coco Solo v območju Panamskega prekopa.

## Zgodovina
Mesto je bilo ustanovljeno leta 1850 kot atlantski terminal panamske železnice, ki se je takrat gradila, da bi zadostila povpraševanju med kalifornijsko zlato mrzlico po hitri poti do Kalifornije. Nekaj let na začetku svoje zgodovine je številna emigrantska skupnost Združenih držav imenovala mesto Aspinwall po promotorju panamske železnice Williamu Henryju Aspinwallu, medtem ko ga je hispanska skupnost mesta imenovala Colón v čast Krištofa Kolumba. Mesto je bilo ustanovljeno na zahodnem koncu močvirnatega otočka, znanega kot otok Manzanillo. V okviru izgradnje panamske železnice je bil otok povezan s panamsko celino z nasipom, del otoka pa je bil izsušen, da bi omogočili postavitev trajnih stavb.
Velik del mesta je bil uničen v požaru Colóna med kolumbijsko državljansko vojno leta 1885 in ponovno med ogromnim požarom leta 1915. Veliki požar Colóna 13. in 14. aprila 1940 je uničil eno tretjino mesta.
S pogodbo o meji iz leta 1914 je Colón postal eksklava Republike Paname, ki je v celoti obdana z območjem Panamskega prekopa. V skladu s pogodbo Hull–Alfaro iz leta 1936 so Združene države odstopile koridor Colón iz območja prekopa; to je bil pas pod panamsko jurisdikcijo, ravno dovolj širok za izgradnjo ceste, dolge 6,4 km, ki povezuje mesto z glavnim vzhodnim delom republike. Med panamskimi nacionalističnimi nemiri od leta 1950 dalje je ameriška vojska včasih vzpostavila kontrolne točke vzdolž koridorja Colón, s čimer je hranila zamere, ki so privedle do nemirov.

### Fort De Lesseps
Fort De Lesseps je bila majhna utrdba obalnega artilerijskega korpusa ameriške vojske na severnem koncu mesta. Ime je dobil po graditelju kanala Ferdinandu de Lessepsu.

### Od leta 1948 do 1989
Leta 1948 je bil jugovzhodni del otoka Manzanillo označen kot cona proste trgovine Colón. Območje proste trgovine se je od takrat razširilo z melioracijo zemljišč na reki Folks in priključitvijo delov France Fielda (zdaj letališče Enrique Adolfo Jiménez) in Coco Solo.
Politično podtaknjeni nemiri v 1960-ih so uničili mestno občinsko palačo in nakazali začetek propadanja mesta, ki sta ga dodatno pospešili vojaški diktaturi Omarja Torriosa in Manuela Noriege od leta 1968 do 1987.

### Od konca leta 2014
Obsežen projekt obnove in rekonstrukcije, ki vključuje parke, drevorede ter zgodovinske stavbe in spomenike, se je začel konec leta 2014 in uporablja Ključnike "#RenovaciónColón", "#CiudadDeColón", "#RenovationColon (obnova Colóna)" in "# CityOfColon". Prva baptistična cerkev v Colónu v Panami je ena od stavb, katerih prenova je bila končana.

## Geografija
Mesto leži na severozahodnem koncu Panamskega prekopa ali približno 75 km (razdalja vožnje) severozahodno od mesta Panama. Podnebje je običajno toplo in vlažno. Tako kot večina karibske obale Srednje Amerike ima Colón izjemno mokro tropsko podnebje zaradi močnih, mokrih pasatov, ki skozi vse leto tečejo na visoke gore. Za razliko od večine delov te obale pa sta februar in marec dovolj suha, da Colón spada v kategorijo tropskega monsunskega podnebja (Köppen Am) in ne v podnebje tropskega deževnega gozda (Af), kot je na večini karibskih obalnih območij. Kljub temu je obdobje od junija do decembra s povprečno mesečno količino padavin okoli 415 mm tako mokro, da Colón tekmuje z La Ceibo v Hondurasu kot najbolj namočenim velikim mestom v Srednji Ameriki.

## Prebivalstvo
Colón je leta 1900 imel 3001 prebivalcev. Znatno se je povečal z izgradnjo Panamskega prekopa in je do leta 1920 imel 31.203, Leta 2000 je bilo okoli 204.000 prebivalcev.
Z gospodarskim nazadovanjem mesta so ga številni prebivalci višjega in srednjega razreda zapustili, kar je zmanjšalo njegovo etnično raznolikost. Evropske in ameriške izseljenske skupnosti, pa tudi Panamci grške, italijanske, judovske, kitajske in indijske/južnoazijske dediščine, so se začeli seliti v mesto Panama, v nekdanja mesta Canal Zone in v tujino.
Danes številne južnoazijske in arabske skupnosti živijo v preostalih uspešnih območjih mesta, pa tudi v zaprtih naseljih zunaj njega. Večina mestnega prebivalstva je zahodnoindijskega ali mešanega mestiškega porekla.
Colón je bil dom nekaterih najbolje izobraženih in najbolj premožnih panamskih družin zahodnoindijske dediščine, kot so Washingtonovi, Drewsovi, Fordovi, Moodyjevi, Robinsonovi, Beebyjevi, Archiboldovi, Edwardovi, Crownovi, Hoyjevi, Warehamovi, Abrahamovi in McKintoshovi. Iz teh družin so izšli učitelji, profesorji, zdravniki, odvetniki, inženirji, poslovneži in politiki, ki so prispevali k blaginji mesta. 
Večina je sčasoma zapustila mesto in odšla v Združene države ali Združeno kraljestvo. Njihov vpliv pa je še vedno viden v njihovih potomcih, ki ostajajo v provinci.
Colón je bil tudi dom Las Amigas de la Caridad ('Ženske dobrodelnosti'), dobrodelne organizacije žensk karibskega porekla. Organizacija se je večinoma srečevala na domu Gladys Booth Ford in njene pastorke Ruby Ford Drew na Calle 7 in Avenida Sta. Isabel. Ruby Drew je bila dolgoletna članica Kristusove cerkve ob morju.

## Gospodarstvo
Colón je pomembno pristanišče in trgovsko središče ter turistična destinacija ob kanalskih zapornicah. Leta 1953 je Colón postal prosto pristanišče/cona proste trgovine, pristanišče je kot tako drugo na svetu. Kljub temu se je od poznih 1960-ih gospodarstvo Colóna še naprej slabšalo. Številna tradicionalna dela v pristanišču so bila odpravljena s prehodom na tovorne kontejnerje. Danes je stopnja brezposelnosti okoli 40 %; stopnja revščine je še višja. Colón velja za eno najnevarnejših mest na svetu in številni turistični vodniki zaradi tega razloga odsvetujejo obisk mesta.

## Pobratena mesta
- ZDA Mandeville, Louisiana, ZDA
- Brazilija Santos, São Paulo, Brazilija

## V literaturi
Glavno dogajanje v noveli Latarnik ('Svetilničar', 1881) poljskega pisatelja Henryka Sienkiewicza je svetilnik v Aspinwallu.
Colón je tudi prizorišče kratkega romana Varamo iz leta 2002 argentinskega pisatelja Césarja Aira.
Skrivna zgodovina Costaguane Juana Gabriela Vásqueza ima veliko prizorov, postavljenih v Colón konec 19. stoletja in začetek 20. stoletja.
L'Aîné des Ferchaux Georgesa Simenona ima Colon kot lokacijo v drugem delu romana.